# Kitty van der Have
Christina Adriana (Kitty) van der Have (Rotterdam, 5 april 1920 – aldaar, 12 juni 1945) was een Rotterdamse verzetsstrijdster.
Na de oorlog verklaarden leden van een knokploeg dat ze hadden vernomen dat de Abwehr bij de Dienststelle Meldekopf Rotterdam van de Sicherheitsdienst aan de Oudorpweg 33 in Rotterdam een lijst van leden van de Nederlandse Binnenlandse Strijdkrachten in handen zou hebben. De knokploeg wilde die per se uit hun handen halen. Daarvoor planden ze een overval op 5 april 1945. Een van de leden van de knokploeg deed zich voor als loodgieter om een lek te dichten en zette het kelderraam open. De koerierster Kitty van der Have werd overgehaald om met de Duitsers aan te pappen en met een van hen een relatie aan te gaan. Ze zou op de dag van de overval haar verjaardag met de Duitsers vieren en dan een slaapmiddel in de borrels doen. Toen de overval plaatsvond werd de verzetsgroep van verschillende kanten onder vuur genomen, waarbij de leider Marinus van der Stoep in het hoofd geraakt werd en enige dagen later overleed. Op het moment van het schieten stonden Van der Stoep, Chris Scheffer en Jan Arie de Groot bij het kelderraam, de overige 7 verzetsstrijders stonden op afstand buiten de tuin te wachten totdat ze in actie mochten komen.
Na de bevrijding werd Van der Have van verraad beschuldigd, omdat ze echt verliefd zou zijn geworden op de Duitser. Ze werd door de Amsterdamse POD gearresteerd maar door agent Mooij spoedig weer vrijgelaten, omdat de beschuldigingen ongegrond bleken. Ze had al eerder tegen haar moeder verklaard dat ze een briefje ter waarschuwing bij het kelderraam had gelegd maar daarbij betrapt was.
De verzetsgroep was echter op wraak uit en ontvoerde haar op 5 juni 1945. Ze martelden haar in de woning van De Groot aan de Oostmaaslaan 179: ze duwden onder andere haar hoofd langdurig in een wasbak met water. Tijdens de martelingen, waarbij geen bloed mocht vloeien, zou ze een liefdesverhouding met de Duitser Hans Grill bekend hebben en dat ze hem gewaarschuwd had weg te blijven, omdat er iets zou gebeuren, waarna de Duitsers wantrouwig waren geworden. Het verzetslid Scheffer bedwelmde haar met chloroform en gaf haar vervolgens een injectie met cyaankali. Ze schoren het lijk kaal en stopten het naakt in een zak. Ze naaiden de zak dicht en smeten die vervolgens in het water Boerengat, waar deze een paar dagen later op 11 juni 1945 werd gevonden.
Volgens een verklaring van de verzets-politieman Jan van den Ende was de werkelijke reden van de moord niet het vermeende verraad, maar dat Van der Have te veel wist van duistere praktijken van de verzetsgroep tijdens de oorlog (vermoedelijk werd gedoeld op zogenaamd stunten, waarbij roofovervallen ter zelfverrijking werden gepleegd). In 1950 bekende Jan Arie 'Jos' de Groot zijn betrokkenheid bij de moord en wees hij Chris Scheffer als hoofddader en Sijpesteijn als mededader, terwijl Tjerk Elsinga en Peter Louis Henssen op de achtergrond betrokken waren. De daders kregen allen een voorwaardelijke straf.
Agent Mooij van de Amsterdamse POD, die Van der Have had vrijgelaten, was in 1947 door agent Van Teijlingen valselijk beschuldigd van de diefstal van een diamant, waardoor hij tot twee jaar werd veroordeeld. Toen de valsheid van de beschuldiging in 1950 aan het licht kwam toen Van Teijlingen als een van de medeplegers op de moord op Van der Have terechtstond, kreeg van Teijlingen als valse aangever een gevangenisstraf van drie jaar wegens meineed. De officier van justitie achtte de meineedzaak het gevolg van het feit dat het onderzoek bij de politie in handen was gekomen van 'onbekwame mannen met een strafrechtelijk verleden'.
Alle betrokkenen bij de moord waren na de oorlog lid geworden van de particuliere inlichtingendienst Stichting Opleiding Arbeidskrachten Nederland (SOAN). De betrokkenheid bij deze moord was een van de redenen die tot de opheffing van de SOAN leidden. Chris Scheffer was na de oorlog ook betrokken bij de moord op de rijksduitser Pieter Kuntz. Niettemin werd hij door minister van Cultuur, Recreatie en Maatschappelijk Werk Harry van Doorn in 1976 aangetrokken om historisch onderzoek in de zaak van Pieter Menten te doen. Toen de betrokkenheid van Scheffer bij de moorden opnieuw in de publiciteit kwam, trok minister van Justitie Dries van Agt de opdracht in.
Van der Have was een van de vrouwen die model stond voor het personage Rachel Stein in de film Zwartboek van Paul Verhoeven.